# 無量寺 (松本市)
無量寺（むりょうじ）は、長野県松本市会田にある曹洞宗の寺院。山号は大恵山。本尊は阿弥陀如来。
1810年から1812年の間に再建された本堂、庫裡、鐘楼堂、宝物殿、土蔵、衆寮の6棟が国の登録有形文化財に登録されている。

## 歴史
819年に仁科氏五代の和泉守により真言宗の寺として開かれ、その後大町市の大澤寺6世住職を迎え、曹洞宗に改められた。

## 文化財
登録有形文化財
- 本堂 - 文化年間建立。間口10間半、奥行9間、柱高18尺5寸の寄木造り。
- 庫裡 - 文化年間建立。間口7間、奥行13間、柱高17尺5寸、角柱は各4寸5分の寄木造り。
- 鐘楼堂 - 文化年間建立。間口9間、奥行9間、四方転びの切妻造り。
- 宝物殿 - 文政年間建立。1992年（平成4年）に壁内外の修繕行われる。間口17尺2寸、奥行14尺7寸で、外壁は漆喰塗。
- 土蔵 - 大正年間に建立。間口24尺、奥行15尺で切妻、土蔵造り。
- 衆寮 - 間口9間半、奥行3間の寄木造り。元来は茅葺きであったが、鉄板棒瓦葺きに改修されている。